# Elkasiți
Elcasiții, helcasaiții sau elkasaiții erau o sectă iudeo-creștină, probabil înrudită cu ebioniții, localizându-se în sudul Mesopotamiei. Numele lor este amintit în diferitele comentarii asupra ereziilor la Părinții Bisericii și provine de la un anumit bărbat, considerat întemeietorul sectei (Hλχασΐ, la Hippolit, 'Hλξαί la Epifanie al Salaminei, sau Ελκεσαΐ la Eusebiu de Cezareea și Teodoret al Cirului).